# Webster County (Kentucky)
Das Webster County ist ein County im US-amerikanischen Bundesstaat Kentucky. Im Jahr 2020 hatte das County 13.017 Einwohner und eine Bevölkerungsdichte von 15 Einwohnern pro Quadratkilometer. Der Verwaltungssitz (County Seat) ist Dixon, benannt nach Archibald Dixon, einem US-Senator. Das County gehört zu den Dry Countys, was bedeutet, dass der Verkauf von Alkohol eingeschränkt oder verboten ist.

## Geographie
Das County liegt im Westen von Kentucky, ist im Westen etwa 15 km von Illinois, im Nordosten etwa 25 km von Indiana entfernt und hat eine Fläche von 869 Quadratkilometern, wovon zwei Quadratkilometer Wasserfläche sind. An das Webster County grenzen folgende Nachbarcountys:
| Union County      | Henderson County | McLean County  |
|                   |                  |                |
| Crittenden County | Caldwell County  | Hopkins County |

## Geschichte

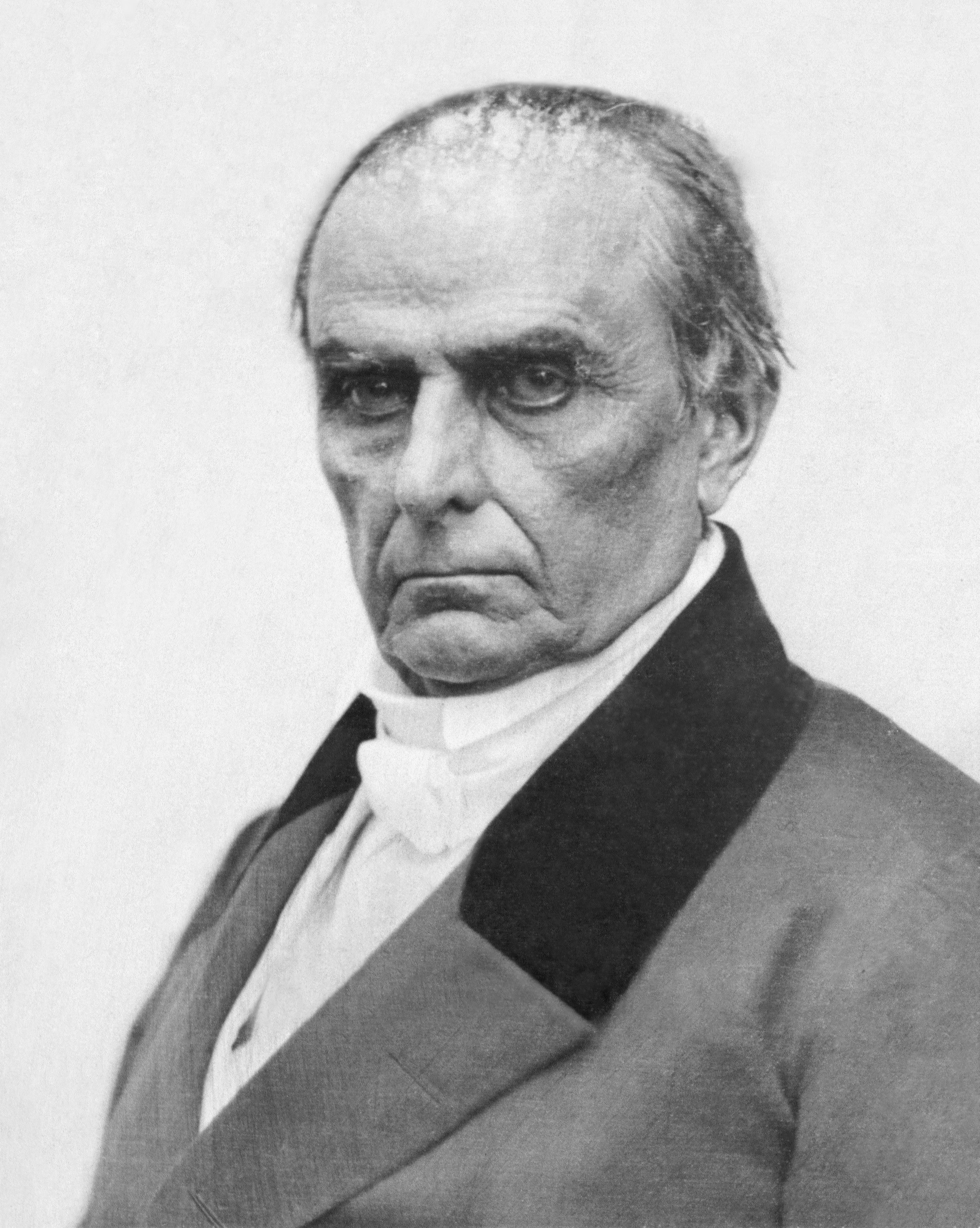
D. Webster

Das Webster County wurde am 29. Februar 1860 aus Teilen des Henderson County, Hopkins County und Union County gebildet. Benannt wurde es nach Daniel Webster (1782–1852), der zwischen 1841 und 1843 Außenminister der USA war.

## Demografische Daten
Nach der Volkszählung im Jahr 2010 lebten im Webster County 13.621 Menschen in 4992 Haushalten. Die Bevölkerungsdichte betrug 15,7 Einwohner pro Quadratkilometer. In den 4992 Haushalten lebten statistisch je 2,69 Personen.
Ethnisch betrachtet setzte sich die Bevölkerung zusammen aus 93,3 Prozent Weißen, 4,3 Prozent Afroamerikanern, 0,3 Prozent amerikanischen Ureinwohnern, 0,3 Prozent Asiaten sowie aus anderen ethnischen Gruppen; 1,3 Prozent stammten von zwei oder mehr Ethnien ab. Unabhängig von der ethnischen Zugehörigkeit waren 4,7 Prozent der Bevölkerung spanischer oder lateinamerikanischer Abstammung.
23,3 Prozent der Bevölkerung waren unter 18 Jahre alt, 61,4 Prozent waren zwischen 18 und 64 und 15,3 Prozent waren 65 Jahre oder älter. 50,5 Prozent der Bevölkerung war weiblich.

Das jährliche Durchschnittseinkommen eines Haushalts lag bei 39.635 USD. Das Pro-Kopf-Einkommen betrug 18.879 USD. 16,0 Prozent der Einwohner lebten unterhalb der Armutsgrenze.

## Ortschaften im Webster County
Citys
| - Clay - Dixon - Providence | - Sebree - Slaughters - Wheatcroft |

Unincorporated Communities
| - Bellville - Blackford - Breton - Derby - Diamond - Elmwood - Fairmont | - Free Union - Gatesville - Hearin - Jolly - Lisman - Little Zion - Onton | - Ortiz - Poole - Pratt - Rock Spring - Shelton - Tilden - Vanderburg | - Virginia - Wanamaker - West Wheatcroft - Williams |